# Girl 6
Girl 6 es una película estadounidense de comedia y drama dirigida por Spike Lee. Theresa Randle interpretó el personaje principal, y la dramaturga Suzan-Lori Parks escribió el guion. La banda sonora está compuesta en su totalidad por canciones escritas por Prince. Es la primera película dirigida por Lee en la que no escribió el guion. Girl 6 obtuvo en su mayoría reseñas negativas durante su lanzamiento y actualmente tiene una calificación de 33% en el sitio Rotten Tomatoes con base en 33 revisiones. Fue un fracaso de taquilla, obteniendo solamente cuatro millones de dólares tras una inversión de 12 millones.

## Sinopsis
La película narra las aventuras de una aspirante a actriz en Nueva York. Ella está molesta por el tratamiento que se le da a las mujeres en la industria del cine, especialmente por su experiencia personal durante una audición con Quentin Tarantino, en la que el director le pide que le enseñe sus senos. Sin trabajo y desesperada por conseguir dinero, decide tomar un trabajo como operadora de una línea erótica.

## Reparto
- Theresa Randle como Judy/Girl 6.
- Isaiah Washington como el ladrón de tiendas.
- Spike Lee como Jimmy.
- Jenifer Lewis como Lil.
- Debi Mazar - como Girl #39.
- Naomi Campbell como Girl #75.
- Gretchen Mol como Girl #12.
- John Turturro como Murray.
- Quentin Tarantino como el director.
- Madonna